# Chiesa di Santa Maria Assunta (Pescaglia)

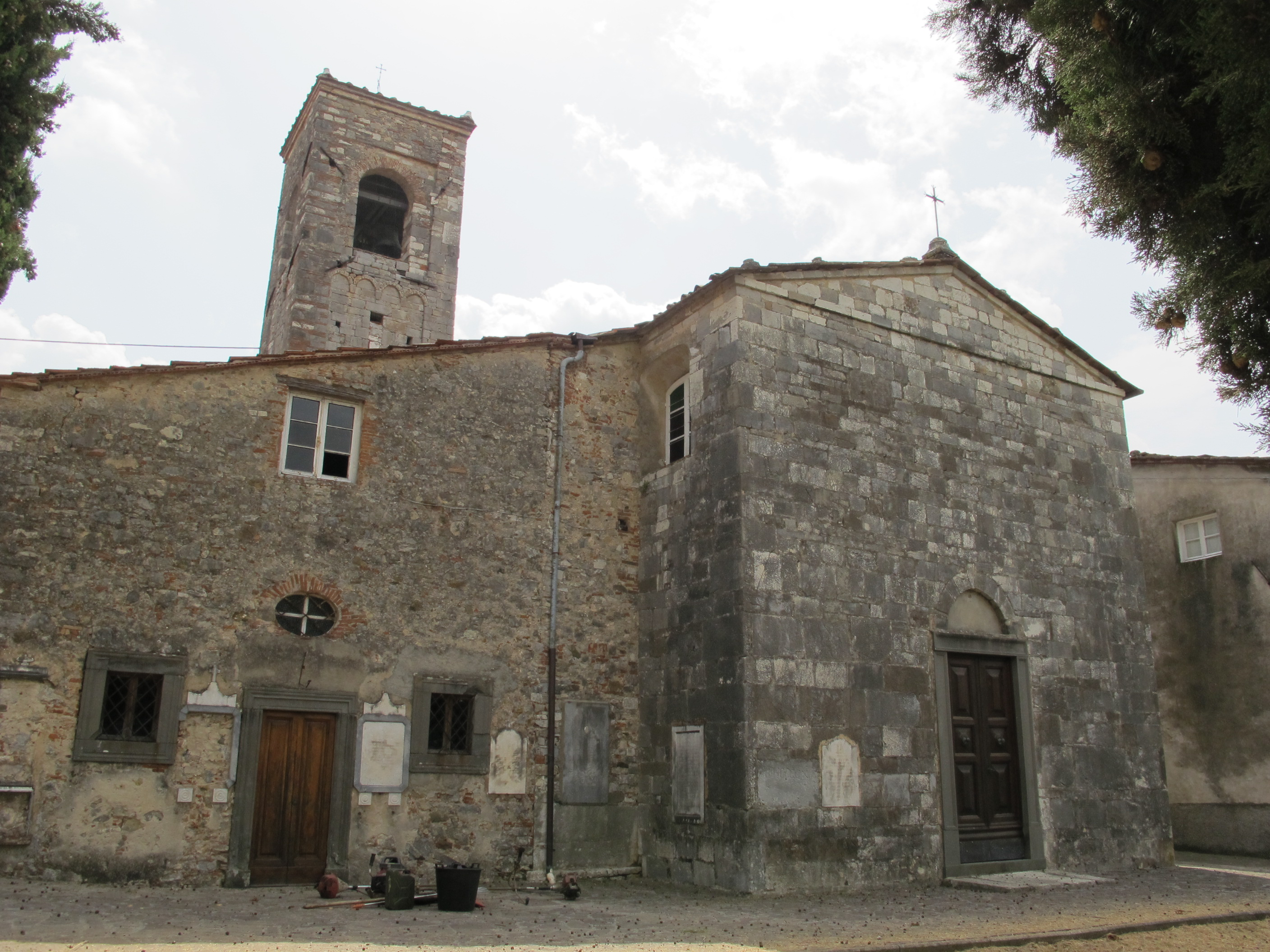
Facciata

La chiesa di Santa Maria Assunta è un edificio sacro che si trova in località Loppeglia - comune di Pescaglia.

## Storia e descrizione
La data, probabilmente da leggersi come 1322, incisa su una lastra a destra della porta d'ingresso, deve pressoché coincidere con quella di fondazione della chiesa, alla quale nel Settecento è stata addossata una cappellina destinata anche ad uso cimiteriale. Mentre la facciata conserva il paramento antico a bozze di pietra, l'interno, a una navata, rispecchia il restauro e l'ampliamento avvenuti nel 1823 quando, fra vari lavori, il catino absidale fu decorato con le immagini dell'Assunta e dei Quattro Evangelisti. Sulle pareti laterali, due dipinti di autori lucchesi di metà Seicento, rappresentanti rispettivamente l'Assunzione della Vergine e santi e la Discesa dello Spirito Santo.